# Mark Thomas Miller
Mark Thomas Miller (Louisville, 3 de maio de 1960) é um ator estadunidense.

## Biografia
Tendo estudado no Actors Studio, de Nova Iorque, Miller mudou-se para Los Angeles, onde trabalhou como guarda-costas de Van Halen e outros pequenos empregos, até ter participação na curta série da NBC, Misfits of Science, em 1985.
Além de pequenos papéis no cinema e na televisão, Miller é coautor de scripts em programas como Saturday Night Live e na MADtv. 